# Somagede (Somagede)
Somagede is een bestuurslaag in het regentschap Banyumas van de provincie Midden-Java, Indonesië. Somagede telt 4126 inwoners (volkstelling 2010).